# Лицей Белорусско-Российского университета
Лицей государственного учреждения высшего профессионального образования «Белорусско-Российский университет» — это общеобразовательное учреждение системы общего среднего образования.

## История
Лицей создан в городе Могилёве в 2003 году по инициативе ректора Белорусско-Российского университета профессора Сазонова И. С. в соответствии с Положением о лицее, утверждённым Министерством образования Республики Беларусь.
В настоящее время в лицее учатся 230 учащихся.
Директор лицея — Голиков Георгий Емельянович.

## Направления обучения
- Физико-математическое;
- Химико-биологическое;
- Экономическое.

## Учебные достижения
Учащиеся лицея неоднократно становились участниками и победителями национальных и международных предметных олимпиад, конференций и конкурсов научно-исследовательских работ учащихся.

### Национальные и международные конференции и конкурсы научно-исследовательских работ
- Республиканская конференция учащихся по астрономии, биологии, информатике, математике, физике, химии[4][5].
- Конкурс научно-исследовательских работ учащихся старших классов стран СНГ «Ученые будущего»[6].
- Всероссийские юношеские чтения имени В. И. Вернадского[7][8].
- Сахаровские чтения (Лицей «Физико-техническая школа» Санкт-Петербургского Академического университета)[9].
- Балтийский научно-инженерный конкурс[10].
- Конкурс научно-технического творчества учащихся Союзного государства «Таланты XXI века»[11].
- Конкурс научно-исследовательских и творческих работ учащихся «Дорога к звездам», посвященный 50-летию полета Ю. А. Гагарина[12].

### Интернет-проекты
- Международная Олимпиада студентов и школьников «Эрудиты планеты».
- Образовательные Интернет-проекты Ярославского Центра телекоммуникаций и информационных систем в образовании[13].

### Интеллектуальные турниры старшеклассников
Учащиеся лицея принимают участие в таких интеллектуальных турнирах старшеклассников, как «Республиканский турнир юных физиков» и «Всеукраинский открытый турнир юных изобретателей и рационализаторов».

## Учебно-методическая работа

### Педагогические конкурсы
Педагоги лицея неоднократно побеждали в республиканских и областных педагогических конкурсах, таких как:
- Конкурс методических разработок педагогических работников Республики Беларусь «Открытый урок»[14].
- «Энергия и среда обитания»[15].
- Областной конкурс на лучший образовательный проект «Как учить успешно?».
- «Энергомарафон».

### Научно-популярные и учебные издания
В лицее работает творческий коллектив авторов нескольких серий научно-популярных, учебных и справочных изданий, общий тираж которых превышает 300 тыс. экземпляров.
- Мир, в котором мы живем: Книга о вкусной и здоровой пище…для ума[16].
- Окунись в небо, или Тайны воздушного океана[17].
- Открытие Земли, или Тайны третьей планеты[18].
- Водный мир, или Тайны планеты Океан[19].
- По следам великих исследователей, или Путешествия в пространстве и времени[20].
- Календарь юного физика 2007—2008[21].
- Календарь юного физика 2009—2010[22].
- Календарь юного физика 2010—2011[23].
- Календарь юного физика 2012—2013[24].
- Физический калейдоскоп[25].
- Звездный калейдоскоп, или Нескучная физика космоса[26].

- Твой компьютер[27].
- Компьютер детям… не игрушка[28].
- Реальная виртуальность[29].